# Blackfoot (Idaho)
Blackfoot ist eine Stadt (City) und der County Seat des  Bingham County im US-Bundesstaat Idaho.

## Lage
Blackfoot liegt am Snake River etwa 40 Kilometer südwestlich der Landeshauptstadt Idaho Falls. Westlich der Stadt verläuft die Interstate 84, durch die Stadt der U.S. Highway 91. Bei Blackfoot verlässt der U.S. Highway 26 die I-84, mit der er ab Idaho Falls streckengleich verlief, und folgt dem Goodale-Cutoff des historischen Oregon Trails zum Craters of the Moon National Monument.
Die Stadt hat eine Fläche von 16,08 km², davon 15,33 km² Land und 0,75 km² Wasser.

## Geschichte
Erste Siedler ließen sich in den 1860er Jahren in der Gegend von Blackfoot nieder. In den 1870er Jahren entstand die Stadt um einen etwa 1 km von dem Fluss entfernten Bahnhof herum, der an einer von der Utah Northern Railroad verlegten Eisenbahnstrecke errichtet wurde. Als 1885 das Bingham County neu gebildet wurde, wurde Blackfoot dessen County seat.

## Demografie
Laut United States Census 2010 hatte Blackfoot 11899 Einwohner, davon 5907 Männer und 5992 Frauen. 4045 Einwohner waren unter 20 Jahre alt, 1529 waren 65 oder älter.